# Böyük Göyüşlü
Böyük Göyüşlü è un comune dell'Azerbaigian situato nel distretto di Bərdə. Conta una popolazione di 1 121 abitanti.